# 678300 Herbertcouriol
678300 Herbertcouriol è un asteroide della fascia principale. Scoperto nel 2017, presenta un'orbita caratterizzata da un semiasse maggiore pari a 2,596670 UA e da un'eccentricità di 0,339239, inclinata di 6,018506ª rispetto all'eclittica.